# 堂峴殉教聖地
堂峴殉教聖地（：／）是大韩民国的一处罗马天主教殉教圣地，位于首爾特別市龙山区元曉路洞。
此处圣地是为了纪念1839年12月27-28日，在己亥迫害中殉难的李仁德、洪秉周、洪永周、李瓊伊、權珍伊、崔榮伊、李文祐、孫小碧、朴宗源等10位韩国天主教圣徒。
这个圣地位于龍山電子商街北侧，建于于1986年，2010年进行了重建。其建筑是韩屋风格，并设计了一个抱孩子的韩服母亲的雕像，表达韩国的传统氛围和殉道精神。2013年，这里成为天主教首尔总教区的朝圣之路的一站。